# Congrès universel d'espéranto de 1905
Pour un article plus général, voir Congrès universel d'espéranto.
Le premier congrès universel d’espéranto est un évènement organisé en août 1905, à Boulogne-sur-Mer, en France.